# Antoni Poszowski
Antoni Stanisław Poszowski (ur. 29 marca 1931 w Rajczy, zm. 12 listopada 2003 w Sopocie) – profesor zwyczajny sztuk muzycznych, doktor nauk humanistycznych, dyrygent, teoretyk muzyki, rektor Akademii Muzycznej w Gdańsku w latach 1972–1987 i 1999–2003, rektor Akademii Muzycznej im. Feliksa Nowowiejskiego w Bydgoszczy w latach 1993–1999.

## Życiorys
Urodził się 29 marca 1931 w Rajczy w powiecie żywieckim. Był absolwentem wydziałów Wyższej Szkoły Muzycznej w Sopocie: Wydziału Pedagogiki Muzycznej i Dyrygentury Zespołami Wokalno-Instrumentalnymi (1955) i Wydziału Kompozycji, Teorii i Dyrygentury w zakresie teorii (1958) i w zakresie dyrygentury (1958). Od 1953 roku należał do PZPR. Doktoryzował się w zakresie teorii muzyki w Państwowej Wyższej Szkole Muzycznej w Warszawie (1971). Tytuł profesora sztuk muzycznych otrzymał w 1979, a na stanowisko profesora zwyczajnego został mianowany w 1990.
Od 1957 był związany z Wyższą Szkołą Muzyczną w Sopocie (od 1984 Akademia Muzyczna w Gdańsku). W okresie 1966–1968 był prodziekanem, w latach 1969–1972 dziekanem Wydziału Wychowania Muzycznego, a w latach 1972–1987 rektorem tej uczelni. Jednocześnie pracował jako profesor w katedrze teorii muzyki i kompozycji bydgoskiej Akademii Muzycznej. W tej uczelni pełnił funkcję dziekana Wydziału Teorii i Kompozycji (1987–1990), prorektora (w latach 1990–1993), później rektora (1993–1999). W czasie kierowania bydgoską uczelnią podniósł jej status do poziomu akademickiego (uczelnia uzyskała uprawnienia do przeprowadzania przewodów kwalifikacyjnych doktora i doktora habilitowanego). W 1999 został ponownie wybrany na stanowisko rektora Akademii Muzycznej im. S. Moniuszki w Gdańsku.
Wypromował przeszło 60 magistrów i kilku doktorów. Był uczestnikiem krajowych i zagranicznych sesji naukowych, m.in. w Bułgarii, Niemczech. Był członkiem Związku Kompozytorów Polskich i Gdańskiego Towarzystwa Naukowego. Uznawany był za specjalistę w zakresie teorii i praktyki muzycznej. Był autorem około stu publikacji: książek, skryptów, podręczników harmonii tonalnej i funkcyjnej, artykułów.
Jako dyrygent występował gościnnie m.in. w Filharmonii Bałtyckiej, Kieleckiej, Koszalińskiej, Olsztyńskiej, prowadził także koncerty z akademicką orkiestrą symfoniczną w Gdańsku oraz Toruńską Orkiestrą Kameralną. Zmarł w wyniku nowotworu 12 listopada 2003 w Sopocie, msza żałobna odbyła się 18 listopada w archikatedrze Oliwskiej w Gdańsku; został pochowany na cmentarzu komunalnym w Sopocie (kwatera N6-4-23).

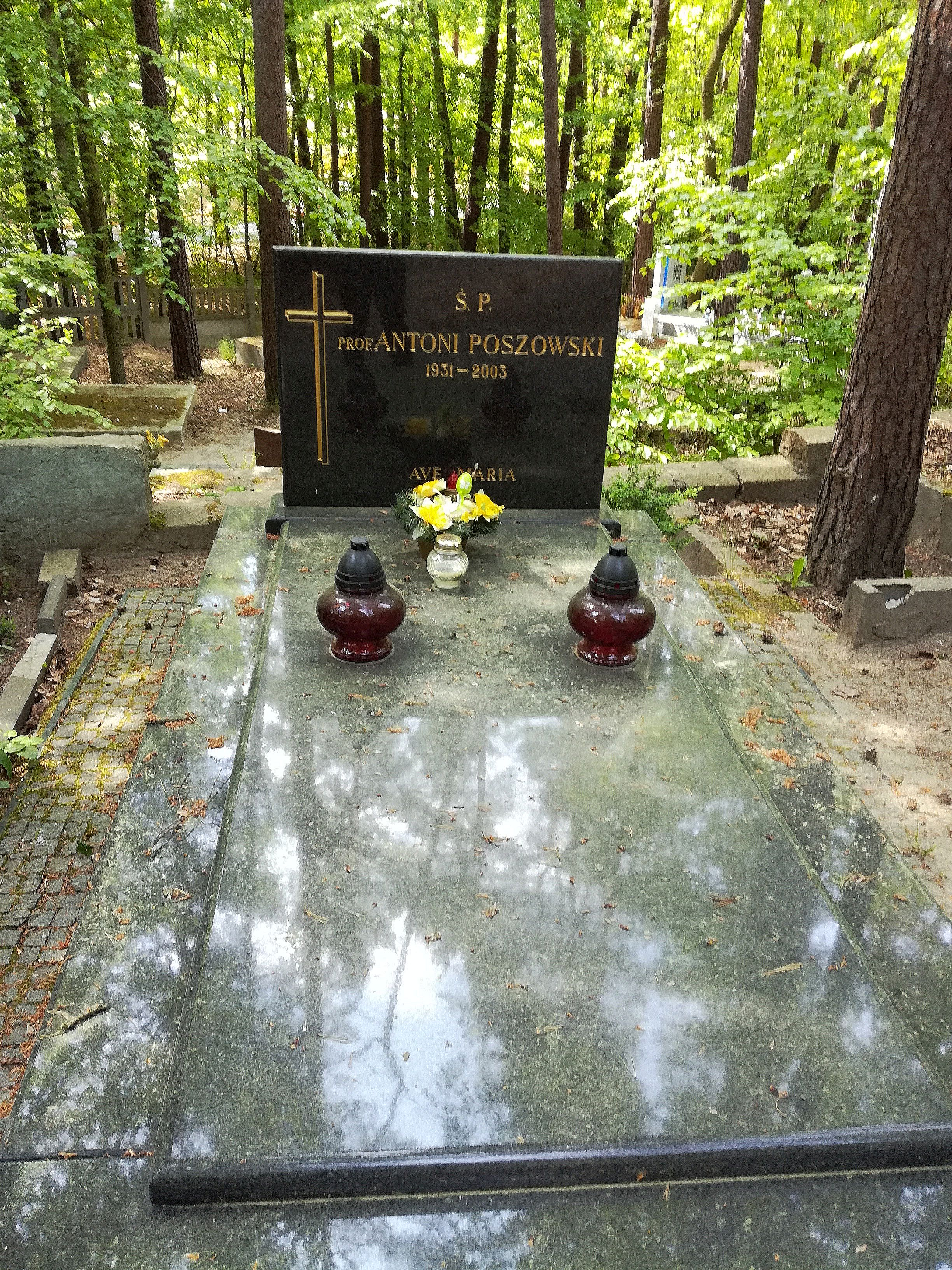
Grób Antoniego Poszowskiego na cmentarzu komunalnym w Sopocie

## Odznaczenia
- Krzyż Oficerski Orderu Odrodzenia Polski
- Krzyż Kawalerski Orderu Odrodzenia Polski
- Złoty Krzyż Zasługi[2]
- Medal 30-lecia Polski Ludowej
- Medal 40-lecia Polski Ludowej[4]
- Medal Komisji Edukacji Narodowej
- Odznaka Zasłużony Działacz Kultury
- Nagroda Ministra Kultury i inne.